# Copa Euro-América
A Copa Euro-América foi uma competição futebolística amistosa de pré-temporada disputada por clubes da Alemanha, Brasil e Paraguai.
O primeiro evento ocorreu na cidade de São Paulo, em janeiro de 1991, sendo disputado por Corinthians, Palmeiras, Hamburger e Stuttgart, sem confrontos entre times do mesmo país. O Palmeiras conquistou o título após vencer seus dois jogos.
Cinco anos depois, a competição voltou a ser realizada, com sede em Fortaleza. Palmeiras e Flamengo representaram o Brasil, enquanto o Borussia Dortmund representou a Alemanha. O Palmeiras conquistou o bicampeonato, que ficou marcado por um expressiva goleada sobre a equipe alemã: 6 a 1.
O Estádio do Morumbi, por sua vez, foi o palco da última edição da competição, realizada em 1999. Na ocasião, Bayer Leverkusen (Alemanha), Olimpia (Paraguai) e São Paulo foram os participantes. O vencedor foi o São Paulo, que venceu o visitante alemão por 5 a 0.